# Raul Ruiz (homme politique)
Pour le cinéaste franco-chilien, voir Raoul Ruiz.
Pour les articles homonymes, voir Ruiz.
Raul Ruiz, né le 25 août 1972 à Zacatecas (Mexique), est un homme politique américain d'origine mexicaine, membre du Parti démocrate et élu de la Californie à la Chambre des représentants des États-Unis depuis 2013.

## Biographie
Raul Ruiz est originaire du Mexique. Ses parents émigrent vers les États-Unis comme travailleurs agricoles lorsqu'il est jeune. Il grandit à Coachella, au sud-est de Los Angeles.[réf. nécessaire]
Après des études à l'université de Californie à Los Angeles et à Harvard, il exerce la médecine d'urgence et se consacre en parallèle à des projets de santé publique à l'étranger, au Mexique, au Salvador et en Serbie. Il part à Haïti en 2010, pour porter assistance à la suite du séisme qui frappe le pays. En Californie, il travaille au Eisenhower Medical Center et lance un programme de mentorat dans la vallée de Coachella pour soutenir de jeunes aspirants médecins.[réf. nécessaire] En 2011, il devient l'adjoint du doyen de la faculté de médecine de l'université de Californie à Riverside.
En 2012, il est élu à la Chambre des représentants des États-Unis dans le 36e district congressionnel de Californie. Avec 52,9 % des voix, il bat la sortante Mary Bono (en), élue du Parti républicain dans le 45e district, mais se présentant dans le 36e district à la suite du redécoupage décennal de la carte électorale fédérale. Il est réélu avec 54,2 % des suffrages en 2014 face au républicain Brian Nestande.
En 2022, il se présente dans le 25e district congressionnel de Californie, à la suite du redécoupage électoral opéré en réponse au recensement de 2020. Il est aisément élu avec 57,4 % des voix, un score toutefois moindre que deux ans auparavant.

## Historique électoral

### Chambre des représentants des États-Unis
| Année | Raul Ruiz | Républicain |
| ----- | --------- | ----------- |
| Année |           |             |
| 2012  | 52,94 %   | 37,95 %     |
| 2014  | 54,18 %   | 45,82 %     |
| 2016  | 62,05 %   | 37,95 %     |
| 2018  | 59,00 %   | 41,00 %     |
| 2020  | 60,30 %   | 39,70 %     |
| 2022  | 57,40 %   | 42,60 %     |